# リコマ県
リコマ県 (リコマけん、Likoma District) は、マラウイ北部州の県。マラウイ湖内のリコマ島とチズムル島の2島で構成される県であり、周囲を完全にモザンビークの領海に囲まれていることから、マラウイの飛び領土となっている。また、中心となる都市はリコマ (Likoma Town) である。

## リコマ県
リコマ島とチズムル島の2島で18平方キロメートル (km²) の面積を持ち、1万3,000の人口がある。